# مدال شاهزاده یوجین
مدال شاهزاده یوجین (به سوئدی: Prins Eugen-medaljen)؛ (به انگلیسی: The Prince Eugen Medal)، مدالی است که توسط پادشاه سوئد برای «دستاورد هنری برجسته» اعطاء می‌شود.
این مدال در سال ۱۹۴۵ میلادی توسط پادشاه وقت سوئد، گوستاو پنجم، در رابطه با هشتادمین سالگرد تولد برادرش شاهزاده یوجین که یک نقاش و مجموعه دار برجستهٔ هنر بود، تأسیس شد.
این جایزه هر ساله در ۵ نوامبر، روز نامگذاری یوجین، و در کاخ سلطنتی استکهلم به برندگان اهداء می‌شود.